# Oxyzygonectes dovii
Oxyzygonectes dovii és una espècie de peix pertanyent a la família dels anablèpids i l'única del gènere Oxyzygonectes.

## Descripció
- Pot arribar a fer 15 cm de llargària màxima.[3][4]

## Alimentació
Menja detritus, algues i, de tant en tant, insectes terrestres.

## Hàbitat
És un peix d'aigua dolça i salabrosa, demersal i de clima tropical (27 °C-30 °C).

## Distribució geogràfica
Es troba a Centreamèrica: conques pacífiques entre Poneloya (Nicaragua) i el riu Salado (Panamà).

## Observacions
És inofensiu per als humans i ha estat criat en captivitat.